# The Black Parade is dead!

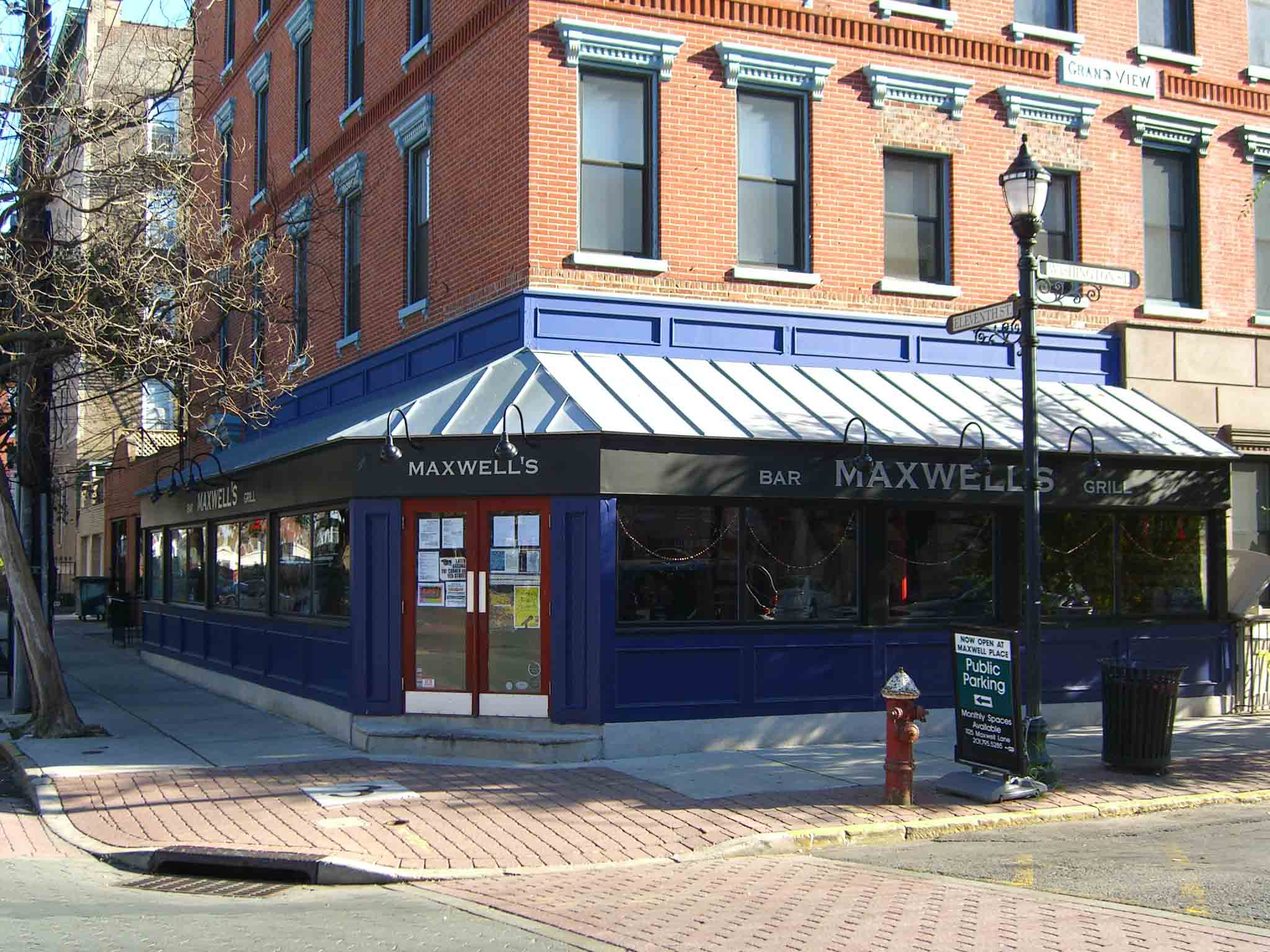
Uno de los conciertos incluidos en el álbum se realizó en el local Maxwell's, en Nueva Jersey.

The Black Parade is dead! es el segundo videoálbum de CD-DVD del grupo My Chemical Romance; se publicó el 1 de julio de 2008 en Estados Unidos, y unos días después en algunos países hispanohablantes. Está compuesto por un CD y un DVD: este último contiene el concierto dado el 7 de octubre de 2007 en Ciudad de México, ante 20 000 espectadores, en el cual se interpretó el álbum The Black Parade en su totalidad, siendo esta la última presentación del grupo como The Black Parade, su alter ego; al comienzo de “This is how I disappear” se presentaron diciendo "Mexico City! We are The Black Parade". En contraste con la grandeza de este show, se incluye también otra sencilla presentación dada el 24 de octubre de ese mismo año, en la ciudad de Hoboken (Nueva Jersey), en el pequeño recinto Maxwell's, ante 200 personas, ya como My Chemical Romance. Ambos conciertos fueron parte de la gira The Black Parade World Tour.
El álbum debutó en el n.º 22 de la lista semanal Billboard 200, al vender 23 000 copias, y en noviembre fue certificado disco de oro en Estados Unidos tras vender 50 000 copias. Según la lista semanal de Billboard en español, el álbum llegó a ser el décimo más vendido en México.

## Promoción
Para concordar con la muerte de The Black Parade como grupo, en el sitio web del álbum homónimo (theblackparade.com) se puso la animación de un monitor cardiaco con línea plana. Con respecto a esto se crearon muchos rumores infundados, uno de ellos el fin de My Chemical Romance. Finalmente el grupo hizo una primera alusión a The Black Parade is dead! poniendo un mensaje en su página que decía “El desfile negro está muerto” junto con varias imágenes en su página oficial, en la sección «News». Más tarde dieron a conocer la portada del álbum el 3 de abril, igualmente es su página oficial, afirmando que sacarían un nuevo CD-DVD el 24 de junio de 2008, que posteriormente fue pospuesto para el 1 de julio, debido a un “problema de audio” en el show en México. La página web oficial del álbum se puso en línea el 5 de mayo de 2008, con el propósito de que los fanes pudieran pre-ordenar el álbum en su edición limitada o sus ediciones estándar. Al anunciar su retraso pusieron en su canal oficial de Youtube el video “Dead!” del show en México. Más tarde, como adelanto de lo que vendría, se subieron otros dos videos, “Welcome to the Black Parade” en el mismo canal y “Mama” en Purevolume, del mismo concierto en el Palacio de los Deportes.
En algunos países, Warner Music organizó una avant première. En Chile, por ejemplo, se realizó en una sala de cine del centro comercial Alto Las Condes. En México se realizó la proyección en la Cineteca Nacional un día antes de la fecha de estreno y se organizó una venta nocturna del DVD en una plaza cercana al lugar.

## Contenido

### CD
Concierto en el Palacio de los Deportes, México presentándose como The Black Parade
| N.º | Título                        | Duración |
| --- | ----------------------------- | -------- |
| 1.  | “The end.”                    | 2:34     |
| 2.  | “Dead!”                       | 3:17     |
| 3.  | “This is how I disappear”     | 3:51     |
| 4.  | “The sharpest lives”          | 3:17     |
| 5.  | “Welcome to the Black Parade” | 5:05     |
| 6.  | “I don't love you”            | 3:47     |
| 7.  | “House of wolves”             | 3:38     |
| 8.  | “Interlude” *                 | 1:01     |
| 9.  | “Cancer”                      | 3:16     |
| 10. | “Mama”                        | 5:21     |
| 11. | “Sleep”                       | 5:31     |
| 12. | “Teenagers”                   | 3:03     |
| 13. | “The Black Parade is dead!” * | 1:00     |
| 14. | “Disenchanted”                | 4:58     |
| 15. | “Famous last words”           | 5:09     |
| 16. | “Blood”                       | 1:21     |

### DVD
| N.º | Título                        | Duración |
| --- | ----------------------------- | -------- |
| 1.  | “The end.”                    | 2:34     |
| 2.  | “Dead!”                       | 3:17     |
| 3.  | “This is how I disappear”     | 3:51     |
| 4.  | “The sharpest lives”          | 3:17     |
| 5.  | “Welcome to the Black Parade” | 5:05     |
| 6.  | “I don't love you”            | 3:47     |
| 7.  | “House of wolves”             | 3:38     |
| 8.  | “Interlude” *                 | 1:01     |
| 9.  | “Cancer”                      | 3:16     |
| 10. | “Mama”                        | 5:21     |
| 11. | “Sleep”                       | 5:31     |
| 12. | “Teenagers”                   | 3:03     |
| 13. | “The Black Parade is dead!” * | 1:00     |
| 14. | “Disenchanted”                | 4:58     |
| 15. | “Famous last words”           | 5:09     |
| 16. | “Blood”                       | 1:21     |

| N.º | Título                                            | Duración |
| --- | ------------------------------------------------- | -------- |
| 1.  | “Welcome to the Black Parade”                     | 5:11     |
| 2.  | “Thank you for the venom”                         | 4:23     |
| 3.  | “Dead!”                                           | 5:05     |
| 4.  | “The sharpest lives”                              | 4:40     |
| 5.  | “This is how I disappear”                         | 3:53     |
| 6.  | “Teenagers”                                       | 4:07     |
| 7.  | “I'm not okay (I promise)”                        | 4:05     |
| 8.  | “You know what they do to guys like us in prison” | 4:04     |
| 9.  | “Famous last words”                               | 5:08     |
| 10. | “Give 'em hell, kid”                              | 2:45     |
| 11. | “House of wolves”                                 | 3:42     |
| 12. | “It's not a fashion statement, it's a deathwish”  | 4:38     |
| 13. | “I don't love you”                                | 4:27     |
| 14. | Sin título *                                      | 4:19     |
| 15. | “Mama”                                            | 4:45     |
| 16. | “Helena”                                          | 4:54     |
| 17. | “Cancer”                                          | 2:46     |

* Las pistas “Interlude” son una pieza musical de
interludio, las pistas “The Black Parade is dead!”
son solo un comentario del vocalista al público y
la pista sin título del DVD es una canción nueva,
llamada “Someone out there loves you”.

## Ediciones
Edición normal: Esta contiene tan sólo el CD y el DVD, además un pequeño libro con fotos y una hoja de agradecimiento.
Edición especial limitada: Esta incluye además de lo ya presentado en la edición normal, una de las cinco máscaras del día de los muertos hechas por cada uno de los miembros del grupo, y un certificado de defunción firmado por los componentes de la banda. Todo dentro de un ataúd de madera. Esta edición sólo está disponible en los Estados Unidos.

## Créditos
- Gerard Way – voz
- Mikey Way – bajo
- Frank Iero – guitarra rítmica
- Ray Toro – guitarra principal
- Bob Bryar – batería

- James Dewees – teclado
- Matt Cortez – guitarra acústica en “The end.”
- Adam Rothlein – director.[5]
- Jennifer Destiny Rothlein – productora
- Devin Sarno – productor ejecutivo
- Kelly Norris Sarno – productor ejecutivo